# Bojanov
Bojanov è un comune mercato della Repubblica Ceca facente parte del distretto di Chrudim, nella regione di Pardubice.